# Eduard Wilhelm Steinheil
Pour les articles homonymes, voir Steinheil.
Eduard Wilhelm Steinheil (mort en 1879) est un entomologiste munichois du XIXe siècle.
Il est le fils d'Édouard Steinheil, industriel d'origine alsacienne, directeur de l'observatoire astronomique de Munich. En 1872-1873, il prospecte la Nouvelle-Grenade. En 1877, il fait la connaissance d'Auguste Forel à Munich et, l'année suivante, les deux hommes partent en expédition dans les tropiques. Steinheil meurt de la fièvre jaune à Saint-Thomas en 1879. Rentré seul à Munich, Forel épouse la fille de son compagnon quelques années plus tard.
La collection d'insectes de Steinheil, récoltés principalement en Amérique du Sud, a été acquise en 1882, par l'entomologiste français René Oberthür.

## Œuvres
- (it) « Symbolae ad historiam Coleopterorum Argentiniae meridionalis, ossia elenco dei coleotteri raccolti dal Prof.Strobel... », Atti della Società Italiana di Scienze Naturali e del Museo Civico di Storia Naturale in Milano, vol. 12,‎ 1869, p. 238-260